# Xã Montville, Quận Geauga, Ohio
Xã Montville (tiếng Anh: Montville Township) là một xã thuộc quận Geauga, tiểu bang Ohio, Hoa Kỳ. Năm 2010, dân số của xã này là 1.991 người.